# Фейто, Вирджиния
Вирджиния Фейто (род. 1988, Мадрид) — испанская писательница. Получила известность благодаря роману «Миссис Марч», который стал бестселлером.

## Биография
Вирджиния Фейто родилась в Испании, училась в англоязычных школах в Париже, в американской школе в Париже и в британской школе в Мадриде. Она изучала английскую литературу и драматургию в Лондонском университете королевы Марии. Вернувшись в Мадрид, изучала рекламу в Школе рекламы и творчества.
Работала публицистом в рекламных агентствах, пока в 2018 году, живя в Нью-Йорке, не решила посвятить себя написанию своего первого романа «Миссис Марч», который был переведён на несколько языков. Опубликованный в 2021 году издательством Liveright, он получил ряд наград и, по данным Sunday Times и Blumhouse Productions, стал одной из самых продаваемых книг того года. В рецензиях критиков Вирджиния Фейто сравнивается с Ширли Джексон и Патрицией Хайсмит, писательницами, которые, по её словам, оказали на неё влияние.
В 2022 году она начала готовить экранизацию «Миссис Марч» с Элизабет Мосс в главной роли.
В 2023 году её планы состоят из новой книги и нескольких сценариев для кино и телевидения, как она говорит в интервью журналу mujer hoy
У меня есть пилот для сериала на испанском языке, сценарий для фильма на английском, и я обсуждаю возможность разработки ещё одного в Голливуде.

## Награды и признание
- Лучший роман Valencia Negra Award 2022.
- Премия El Corte Inglés за лучший дебют.